# Équipe d'Autriche de football au Championnat d'Europe 2016
Cet article relate le parcours de l'équipe d'Autriche de football lors du Championnat d'Europe de football 2016 organisé en France du 10 juin au 10 juillet 2016.

## Qualifications
L'Autriche se classe première du groupe G devant la Russie.
| Rang | Équipe        | Pts | J  | G | N | P | Bp | Bc | Diff |  | Résultats (▼ dom., ► ext.) |     |     |     |     |     |     |
| ---- | ------------- | --- | -- | - | - | - | -- | -- | ---- |  | -------------------------- | --- | --- | --- | --- | --- | --- |
| 1    | Autriche      | 28  | 10 | 9 | 1 | 0 | 22 | 5  | +17  |  | Autriche                   |     | 1-0 | 1-1 | 1-0 | 3-0 | 1-0 |
| 2    | Russie        | 20  | 10 | 6 | 2 | 2 | 21 | 5  | +16  |  | Russie                     | 0-1 |     | 1-0 | 2-0 | 4-0 | 1-1 |
| 3    | Suède         | 18  | 10 | 5 | 3 | 2 | 15 | 9  | +6   |  | Suède                      | 1-4 | 1-1 |     | 3-1 | 2-0 | 2-0 |
| 4    | Monténégro    | 11  | 10 | 3 | 2 | 5 | 10 | 13 | -3   |  | Monténégro                 | 2-3 | 0-3 | 1-1 |     | 2-0 | 2-0 |
| 5    | Liechtenstein | 5   | 10 | 1 | 2 | 7 | 2  | 26 | -24  |  | Liechtenstein              | 0-5 | 0-7 | 0-2 | 0-0 |     | 1-1 |
| 6    | Moldavie      | 2   | 10 | 0 | 2 | 8 | 4  | 16 | -12  |  | Moldavie                   | 1-2 | 1-2 | 0-2 | 0-2 | 0-1 |     |

## Phase finale
L'Autriche se trouve dans le groupe F avec le Portugal, l'Islande et la Hongrie.
| Rang | Équipe   | Pts | J | G | N | P | Bp | Bc | Diff |
| ---- | -------- | --- | - | - | - | - | -- | -- | ---- |
| 1    | Hongrie  | 5   | 3 | 1 | 2 | 0 | 6  | 4  | +2   |
| 2    | Islande  | 5   | 3 | 1 | 2 | 0 | 4  | 3  | +1   |
| 3    | Portugal | 3   | 3 | 0 | 3 | 0 | 4  | 4  | 0    |
| 4    | Autriche | 1   | 3 | 0 | 1 | 2 | 1  | 4  | -3   |

     Équipes directement qualifiées ;      Équipe qualifiée en tant que meilleure 3e ; Pts : points ; J : matchs joués ; G : matchs gagnés ; N : matchs nuls ; P : matchs perdus ;

Bp : buts pour ; Bc : buts contre ; Diff : différence de buts.
| Match 11                                             | Autriche | 0 - 2   | Hongrie                                             | Matmut Atlantique, Bordeaux                     |                                                 |
| 14 juin 2016 · 18 h CEST · Historique des rencontres |          | (0 - 0) | 62e Szalai (Kleinheisler ) · 87e Stieber (Priskin ) | Spectateurs : 34 424 Arbitrage : Clément Turpin | Spectateurs : 34 424 Arbitrage : Clément Turpin |
| 14 juin 2016 · 18 h CEST · Historique des rencontres | Rapport  |         |                                                     | Spectateurs : 34 424 Arbitrage : Clément Turpin | Spectateurs : 34 424 Arbitrage : Clément Turpin |

| Match 24                                             | Portugal | 0 - 0   | Autriche | Parc des Princes, Paris                         |                                                 |
| 18 juin 2016 · 21 h CEST · Historique des rencontres |          | (0 - 0) |          | Spectateurs : 44 291 Arbitrage : Nicola Rizzoli | Spectateurs : 44 291 Arbitrage : Nicola Rizzoli |
| 18 juin 2016 · 21 h CEST · Historique des rencontres | Rapport  |         |          | Spectateurs : 44 291 Arbitrage : Nicola Rizzoli | Spectateurs : 44 291 Arbitrage : Nicola Rizzoli |

| Match 33                                             | Islande                                                         | 2 - 1   | Autriche   | Stade de France, Saint-Denis                      |                                                   |
| 22 juin 2016 · 18 h CEST · Historique des rencontres | ( Árnason) Böðvarsson 18e · ( Teddy Bjarnason) Traustason 90+4e | (1 - 0) | 60e Schöpf | Spectateurs : 68 714 Arbitrage : Szymon Marciniak | Spectateurs : 68 714 Arbitrage : Szymon Marciniak |
| 22 juin 2016 · 18 h CEST · Historique des rencontres | Rapport                                                         |         |            | Spectateurs : 68 714 Arbitrage : Szymon Marciniak | Spectateurs : 68 714 Arbitrage : Szymon Marciniak |